# Ivanek
Ivanek je priimek v Sloveniji, ki ga je po podatkih Statističnega urada Republike Slovenije na dan 1. januarja 2010 uporabljalo 79 oseb.

## Pomembni nosilci priimka
- Franc Ivanek, gozdar
- Željko Ivanek, slovensko-ameriški igralec